# Piper pilosissimum
Piper pilosissimum är en pepparväxtart som beskrevs av Truman George Yuncker. Piper pilosissimum ingår i släktet Piper och familjen pepparväxter. Inga underarter finns listade i Catalogue of Life.